# نیکولای دیلیتسکی
نیکولای دیلیتسکی (اوکراینی: Микола Дилецький؛ تاریخ ورودی نامعتبر است – ۱ ژانویهٔ ۱۶۸۱) آهنگساز، و مربی موسیقی اهل روسیه تزاری بود.